# 크리코사우루스

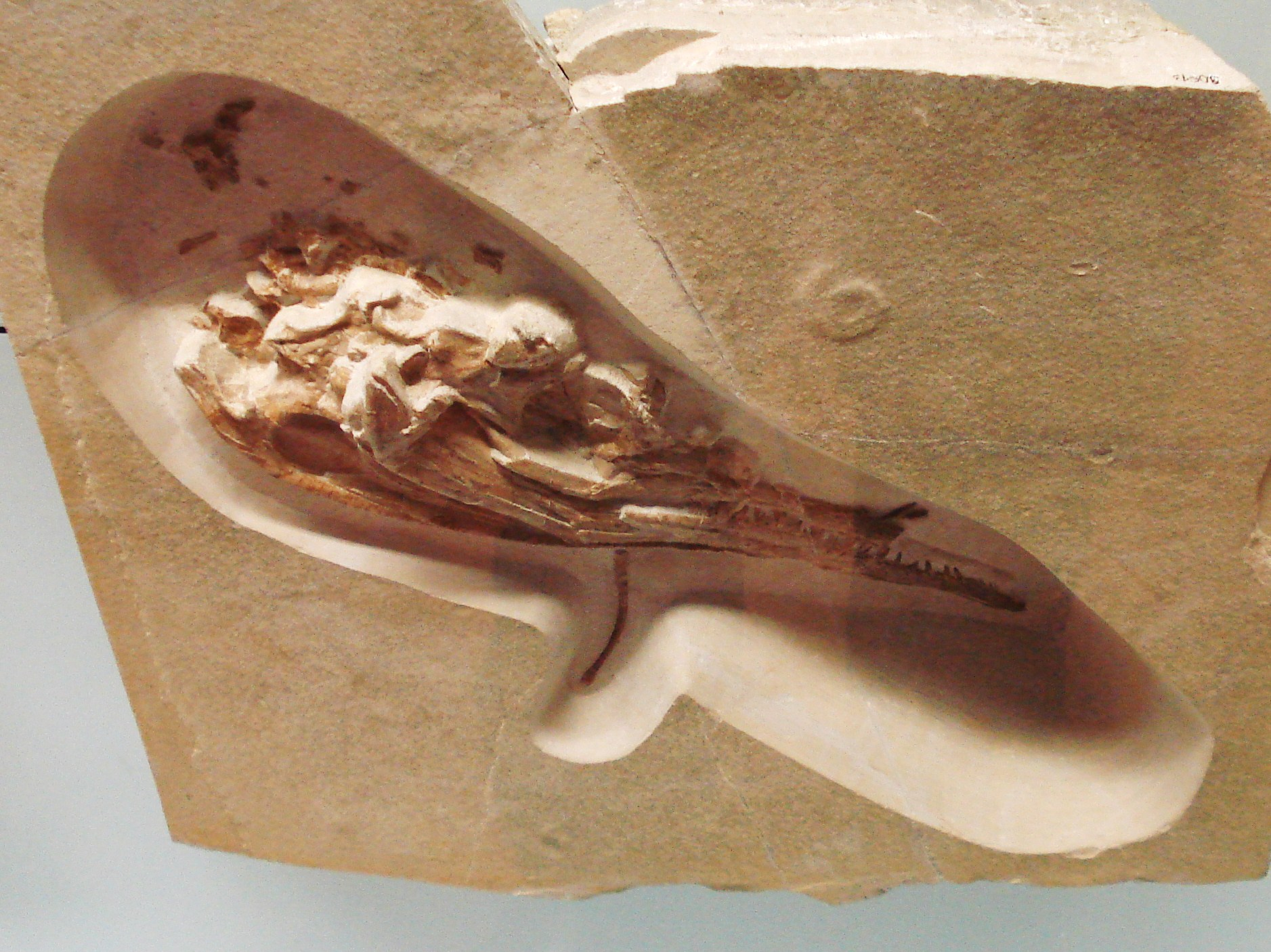

크리코사우루스(학명:Cricosaurus suevicus)는 악어목 메트리오린쿠스과에 속하는 악어이다. 지금은 멸종된 악어로 몸길이가 3m가 되는 악어에 속한다.

## 특징
크리코사우루스는 바다의 생활에 매우 잘 적응한 종으로 바다악어 중에 하나이다. 이름의 뜻은 연골을 가진 도마뱀이란 뜻을 가진다. 두개골이 제법 크고 주둥이가 긴 것이 특징으로 위턱과 아래턱에는 톱 모양의 이빨들이 줄지어 나 있다. 다코사우루스, 라체오사우루스와 함께 다리와 꼬리가 지느러미로 변화한 종이며 당대에 살았던 악어들에 비교하면 작은 종에 속한다. 이것은 몸의 더 큰 유체 역학적 효율성을 위하여 간소화가 된 것으로 다른 메트리오린쿠스과와 함께 현대의 악어들보다 더욱 효율적인 수영을 가능하게 하였다. 최근의 화석에 대한 연구의 결과에 따르면 이 종은 청소년과 성체가 모두 바다의 염분을 배설하는 기능을 가진 땀샘을 가진 것으로 나타났으며 아마 갓 태어난 악어부터 이런 기능을 가진 것으로 보이며 바닷물을 탈 수가 없이 마시면서 이온의 농도를 조절하는 것이 가능했을 것으로 보인다. 또한 엉덩이인 부분에는 비정상적으로 큰 골반 개구부를 만드는 몇 가지의 기능들을 포함하고 있다. 엉덩이 부분의 대퇴골, 대퇴골 관절은 컬럼에 비해 신체의 바닥쪽으로 멀리 배치되고 성골 갈비뼈는 45°에서 아래쪽으로 기울어져 척추 컬럼과 음모 사이의 거리를 더욱 증가시킨다. 엉덩이 부분은 120mm의 높이와 100mm의 폭으로 단면에서 타원형이다. 게오사우루스, 스테네오사우루스, 메소사우루스, 마키모사우루스, 펠라고사우루스, 루티오돈과 비교를 해서 성골 갈비뼈는 각도가 적고 수평이 더 크다. 이런 방식이 있기 때문에 크리코사우루스는 차오우사우루스, 우타수사우루스, 케이쿠사우루스와 같은 어룡들과 더 유사한 특징을 가지고 있다. 그 중에서 후자는 살아있는 출생이 제안되었다. 먹이로는 당대에 살았던 물고기, 오징어, 갑각류 등을 잡아먹고 살았을 육식성의 악어로 추정이 된다.

## 생존시기와 서식지와 화석의 발견
크리코사우루스가 살던 시기는 중생대의 쥐라기 후기로 지금으로부터 1억 5500만년전~1억 4500만년전에 살았던 악어이다. 생존하던 시기에는 유럽과 북아메리카, 남아메리카를 모두 아우르는 아메리카의 대륙을 사이로 대서양에서 주로 서식했을 것으로 보이는 악어이다. 화석의 발견은 1858년에 고생물학자인 안드레아스 바그너가 쥐라기에 형성된 지층에서 최초로 발굴하여 새로이 명명된 종이며 화석이 발견된 국가는 프랑스, 독일 등의 유럽에 국가들과 쿠바, 미국, 캐나다, 아르헨티나까지 이르는 아메리카의 국가들까지 화석이 발견되었다.

## 같이 보기
- 악어
- 중생대
- 쥐라기
- 파충류
- 화석